# Christen Købke
Christen Schiellerup Købke (Copenhague, 26 de maio de 1810 - 7 de fevereiro de 1848) foi um pintor, gravador e litógrafo dinamarquês. Købke é um dos artistas mais conhecidos pertencentes à Idade de Ouro da pintura dinamarquesa.

## Infância e formação inicial
Købke era filho de Peter Berendt Købke, um padeiro, e de Cecilie Margrete. Em 1815 a família mudou-se de uma padaria perto de Hillerød para Kastellet, uma área de fortificação militar, em Copenhague, onde seu pai era padeiro chefe. Aos 11 anos, ele sofreu de um surto de febre reumática. Fez muitos desenhos durante seu período de recuperação e decidiu que iria se tornar um artista.
Em 1822, aos 12 anos de idade, ele começou seus estudos na Academia Real Dinamarquesa de Belas Artes (Det Kongelige Danske Kunstakademi). Estudou primeiro no curso de desenho, em seguida, no estúdio de pintura de C. A. Lorentzen, e finalmente 4 anos sob a orientação de Christoffer Wilhelm Eckersberg, após a morte de Lorentzen em 1828. Eckersberg destacava a observância da natureza, e o talento de Købke cresceu sob a educação disciplinada de Eckersberg. A influência de Eckersberg é facilmente vista no primeiro trabalho maduro de Købke, "Vista da Catedral de Århus" (Parti af Århus Domkirke) pintado em 1829. A pintura foi comprada pela Art Union (Kunstforening) e está agora na coleção do Museu Nacional de Arte da Dinamarca (Statens Museum for Kunst).
Ele recebeu o pequeno medalhão de prata da Academia em 1831 e o grande medalhão de prata, em 1833.

## Início de carreira

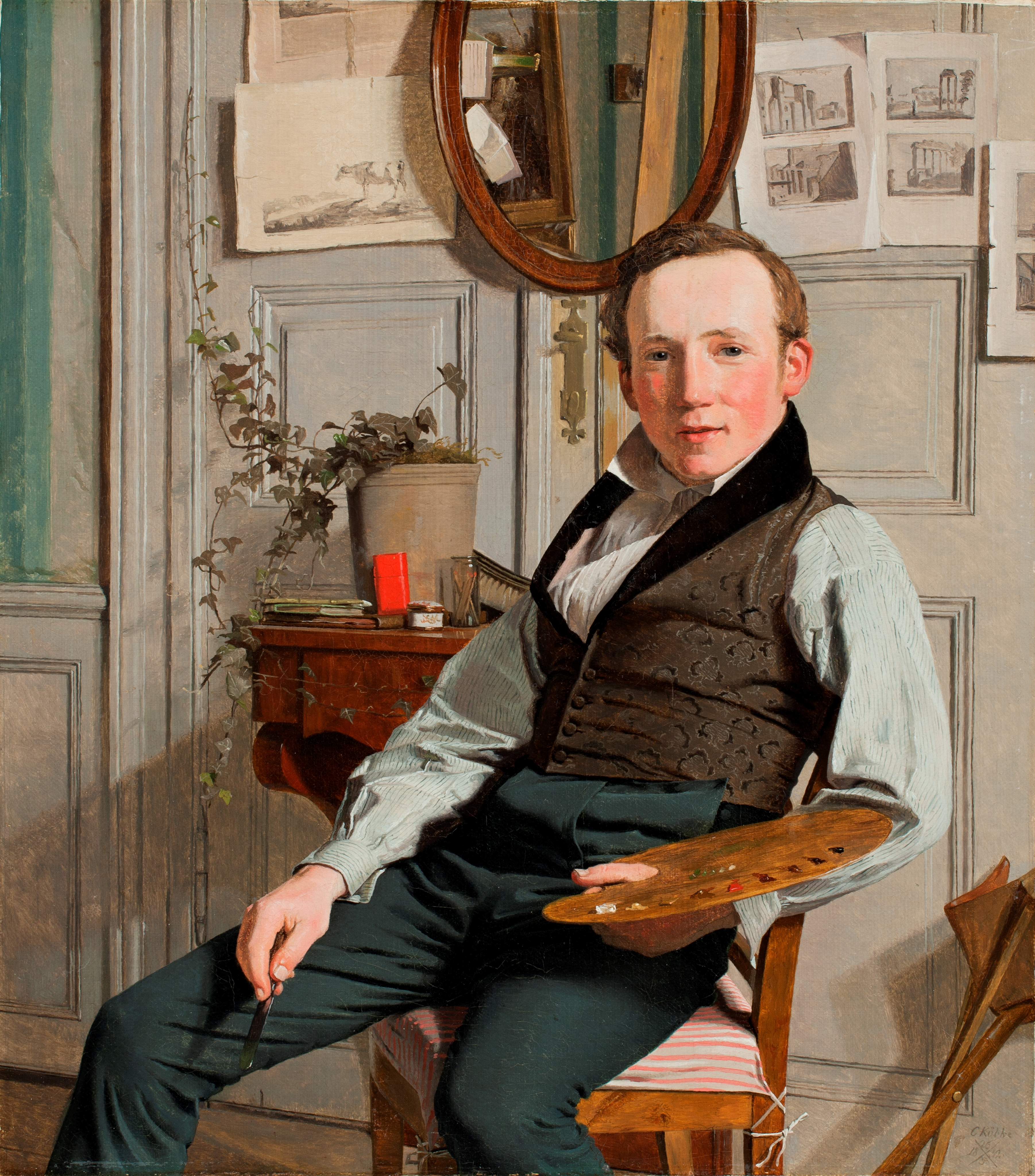
Retrato de Frederik Hansen Sødring, 1832

Købke morou em Kastellet até 1833 e fez muitas pinturas da região. Sua pintura "Gården ved bageriet i Kastellet" (ca. 1832) está exposta no Gliptoteca Ny Carlsberg, em Copenhague.
Em 1832, ele dividiu um estúdio com um amigo, o pintor paisagista Frederik Hansen Sødring. Ele pintou um retrato de Sødring que hoje está exposto na Coleção de Hirschsprung.
Em 1834 Købke se mudou, juntamente com seus pais, para fora das fortificações de Copenhague perto de Sortedamssøen, uma área de lago. Pintou muitas paisagens com vista para o lago, a cidade e os taludes que cercam a cidade. Seu trabalho se torna maior e mais monumental.
Como muitos de seus artistas contemporâneos, ele foi influenciado por Niels Laurits Høyen, historiador de arte, que promoveu uma arte nacionalista. Høyen convocou os artistas para pesquisarem sobre a vida da população do seu país em vez de procurarem temas de outros países, como a Itália (que na época era considerada um requisito para a formação de um artista). Em uma visita a Hillerød em 1835, pintou um retrato romântico do Palácio de Frederiksborg, Frederiksborg Slot ved Aftenbelysning ("Palácio de Frederiksborg na luz do entardecer").
No final de 1837 ele se casou com Susanna Cecilie Købke (1810–1849), e logo depois pintou um retrato de sua jovem esposa.

## Viagem para a Itália

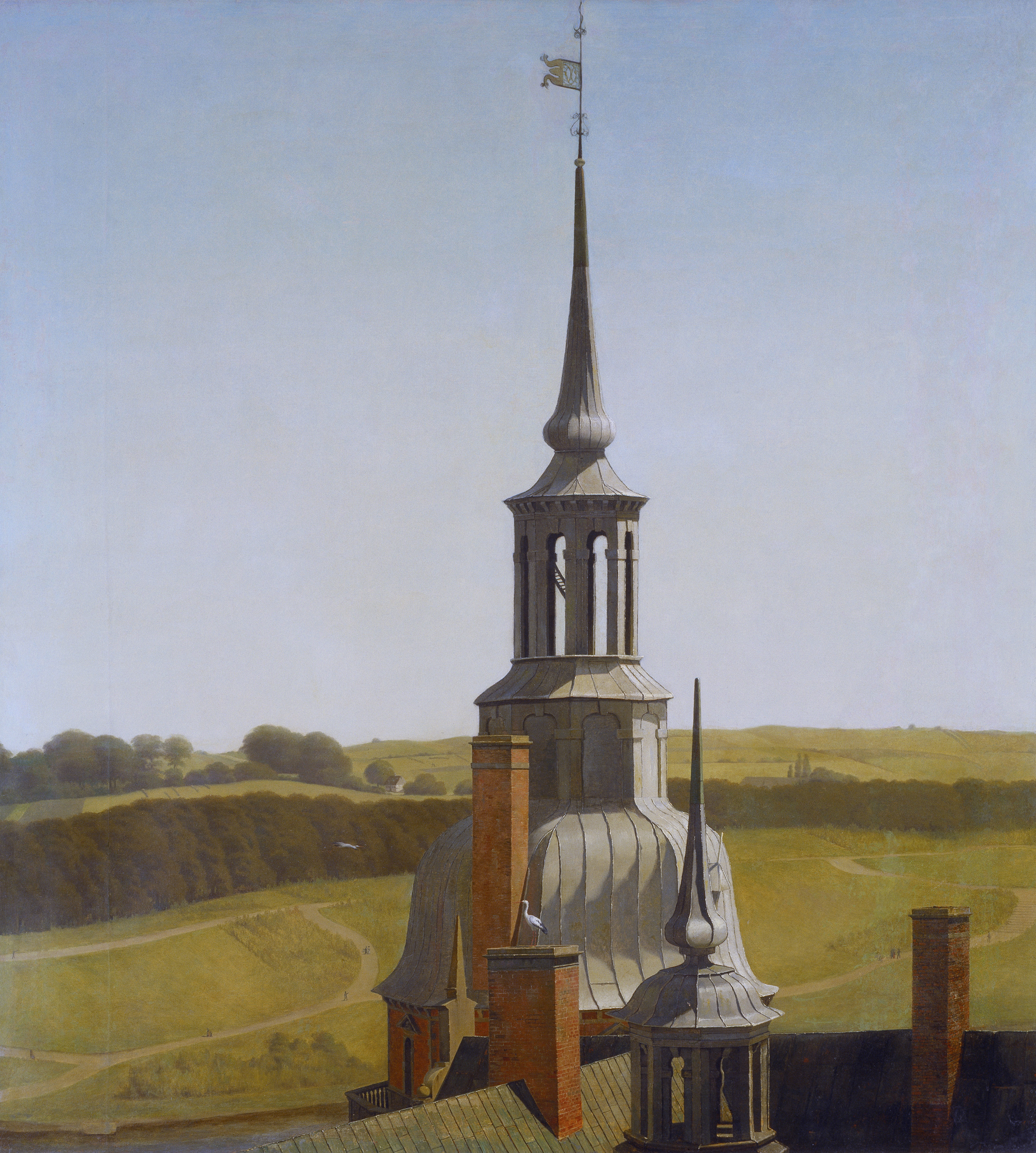
Uma das pequenas torres do Castelo Frederiksborg, c.1834-35.

Em 1838 ele recebeu uma bolsa de viagem da Academia, deixou sua jovem esposa e viajou através de Dresden e Munique para a Itália, acompanhado pelo pintor decorador Georg Hilker. Eles chegaram em Roma no final do ano, onde conheceu o cunhado Frederik Christopher Krohn, escultor e designer de medalhas, e muitos outros artistas dinamarqueses. Viajou com  Constantin Hansen no verão seguinte para Nápoles, Sorrento, Pompeia e Capri, onde pintou ao ar livre.

## Retorno a Dinamarca
Voltou para casa em 1840 com uma grande coleção de esboços para uso posterior e inspiração. Infelizmente, a maior parte do seu trabalho posterior com estes temas italianos careçeu de inspiração e não desfrutou de muito favor. Købke foi mesmo considerado na época um pintor de decoração, tendo participado em 1844-1845 na decoração do Museu Thorvaldsen, um museu dedicado às obras artísticas de Bertel Thorvaldsen.
Dois anos depois, em 1843, seu pai morreu e a família vendeu a propriedade em Copenhague, e Købke se mudou de volta para a cidade. Ele tenta ser admitido pela Academia de Belas Artes, com suas paisagens italianas, mas foi rejeitado em 1846. Morreu em 1848 de pneumonia, e foi enterrado no Cemitério Assistens.

## Legado

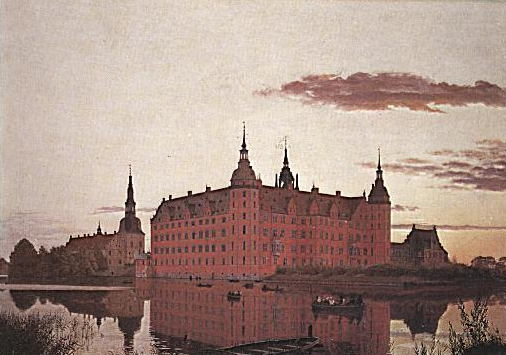
Frederiksborg Slot ved Aftenbelysning ("Palácio Frederiksborg na luz do entardecer").(1835)

Købke, um nacionalista romântico, pintou retratos, paisagens e pinturas arquitetônicas. A maioria dos retratos de Købke mostra seus amigos, familiares e colegas artistas. Ele encontrou a maioria de seus motivos em suas imediações. É reconhecido internacionalmente pela qualidade de suas composições, a harmonia de cores e o realismo de situações cotidianas. Mas, durante sua vida, ele foi quase esquecido, especialmente por causa de sua morte prematura e curto período produtivo. Apesar do seu talento e dos elogios de vários contemporâneos, Købke nunca foi inundado com pedidos.
Købke é reconhecido hoje como um dos mais talentosos entre os pintores da Idade de Ouro da pintura dinamarquesa e o pintor dinamarquês mais renomado internacionalmente de sua geração. As interpretações de pintura que ele fez de seu entorno permanecem como pontos altos do período.
Suas obras estão nas coleções de museus não só dinamarqueses, mas também em museus internacionais.